# Bockwitz (Naturschutzgebiet)

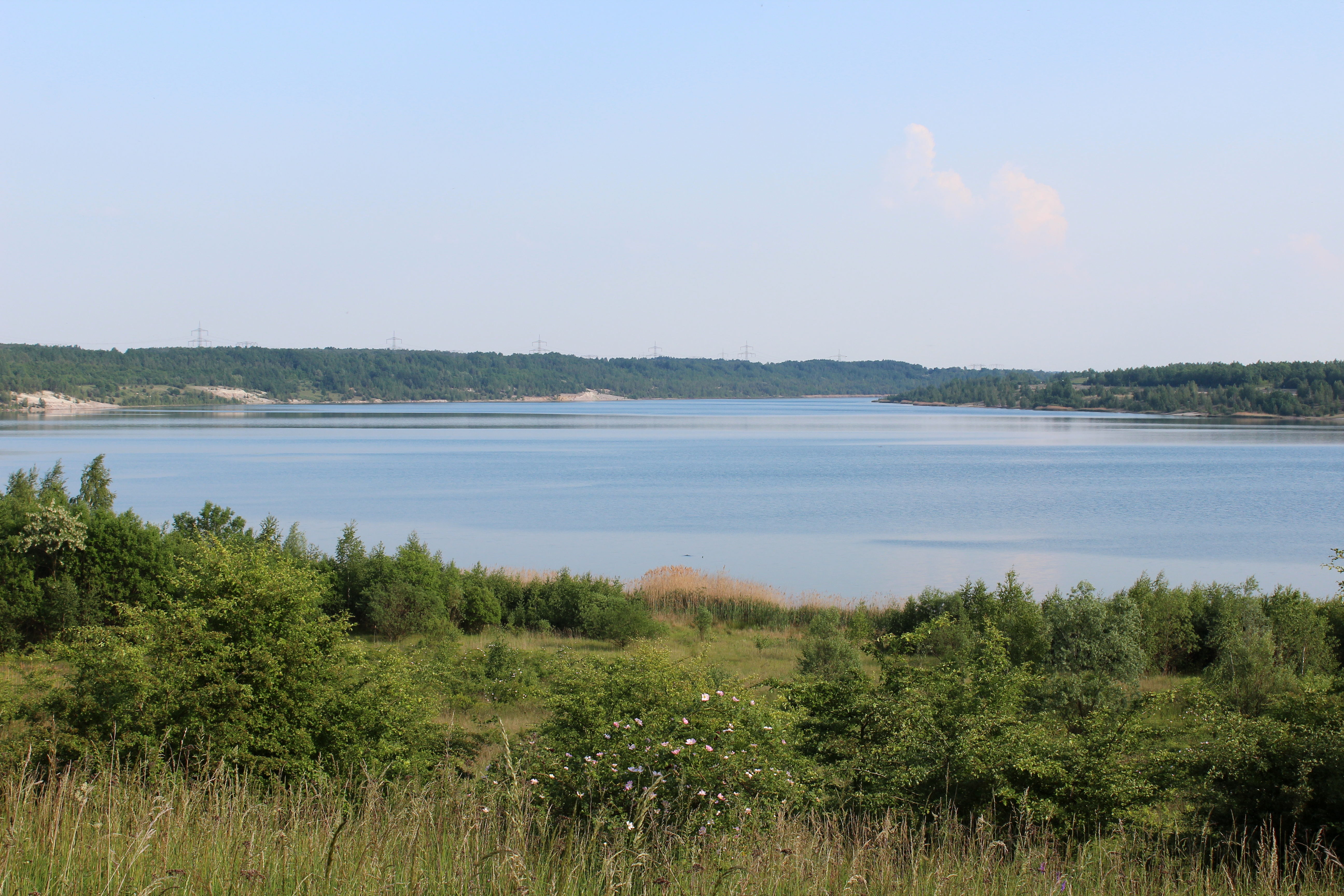
Der Bockwitzer See, einer der Borna umgebenden, in Tagebaurestlöchern entstandenen Seen (Mai 2014)

Das Naturschutzgebiet Bockwitz liegt auf dem Gebiet der Städte Borna, Frohburg und Kitzscher im Landkreis Leipzig in Sachsen. Das Naturschutzgebiet mit dem größten Teil des Bockwitzer Sees und dem Restloch Südkippe erstreckt sich östlich der Kernstadt von Borna. Am nordöstlichen Rand des Gebietes verläuft die S 176, westlich verläuft die A 72 und fließt die Wyhra. Östlich verlaufen die B 176 und die S 242.

## Bedeutung
Das 545,4 ha große Gebiet mit der NSG-Nr. L 60 wurde im Jahr 1999 unter Naturschutz gestellt. Das Naturschutzgebiet ist Teil der Bergbaufolgelandschaft des ehemaligen Braunkohlentagebaues Borna-Ost/Bockwitz und umfasst einen Komplex von Tagebaurestlöchern, in dem durch Grundwasserwiederanstieg Stillgewässer entstanden sind.